# Hans Goudsmit
Hans Goudsmit (Amsterdam, 6 februari 1930 – 7 april 1982) was een Nederlands politicus van de VVD.
Zijn vader was de joodse arts dr. Jacob Goudsmit die net als zijn echtgenote aan het einde van de Tweede Wereldoorlog in respectievelijk Auschwitz en Birkenau om het leven kwamen. Hun drie kinderen overleefden de oorlog.
Hans Goudsmit was lid van de directie van de Nederlandse Credietbank maar was daarnaast ook actief in de lokale politiek. Zo was hij vanaf 1966 in Abcoude gemeenteraadslid en is daar ook twee keer korte tijd wethouder geweest. In september 1975 werd Goudsmit burgemeester van Leersum en in april 1981 volgde zijn benoeming tot burgemeester van Doorn als opvolger van de latere minister Ivo Opstelten. Goudsmit werd ernstige ziek en overleed op 52-jarige leeftijd na slechts een jaar burgemeester van Doorn te zijn geweest.	